# What's a Matter Baby (Is It Hurting You?)
What's a Matter Baby (Is It Hurting You?) is een nummer van de Amerikaanse zangeres Timi Yuro uit 1962.
Het lied werd geproduceerd door Clyde Otis, die het nummer schreef samen met Joy Byers (de vrouw van Bob Johnston). Het werd door Liberty Records op single uitgebracht met "Thirteenth Hour" als B-kant. Een jaar later werd het opgenomen op het studio-album What's a Matter Baby van Yuro. De single bereikte de twaalfde plek in de Billboard Hot 100 maar genoot buiten de VS weinig bekendheid.

## Versie van Ellen Foley
De Amerikaanse zangeres Ellen Foley coverde het nummer in 1979, onder de naam What's a Matter Baby. Deze versie werd geproduceerd door Ian Hunter en Mick Ronson. Vergeleken met Yuro's versie had de versie van Foley een hoger tempo en meer een popgeluid. Foley's versie werd door Epic Records uitgebracht met "Hideaway" als B-kant. Het is ook een van de singles van Foley's debuutalbum Night Out. De versie van Foley werd met name in Nederland een grote hit en stond drie weken op plek zeven van de Nederlandse Top 40. In de Nationale Hitparade werd de vijfde plek behaald. Ook in de Vlaamse Ultratop 50 en de Oostenrijkse hitlijst werd de top 10 gehaald. In thuisland VS kwam de single niet verder dan de 92e positie.

### NPO Radio 2 Top 2000
| Nummer met noteringen in de NPO Radio 2 Top 2000 | '00  | '01  | '02  | '03  | '04 | '05  |
| ------------------------------------------------ | ---- | ---- | ---- | ---- | --- | ---- |
| What's a Matter Baby (Is It Hurting You?)        | 1050 | 1416 | 1961 | 1936 | -   | 1961 |

1. ↑  Een '-' betekent dat het nummer niet was genoteerd en een vetgedrukt getal geeft de hoogste notering aan.
2. ↑  2000 was het eerste jaar met een notering voor dit nummer.
3. ↑  Deze tabel is bijgewerkt tot en met de laatste editie (2024).

## Andere coverversies
Het nummer is veelvuldig door andere artiesten op plaat opgenomen. Onder andere Drafi Deutscher (1964), Small Faces (1965), Them (1967), Del Shannon (1968), Irma Thomas (1979), Elkie Brooks (1988) en Billy Joe Royal (1989) namen een versie op. Alleen de coverversie van Ellen Foley behaalde de internationale hitlijsten.